# Umeshu

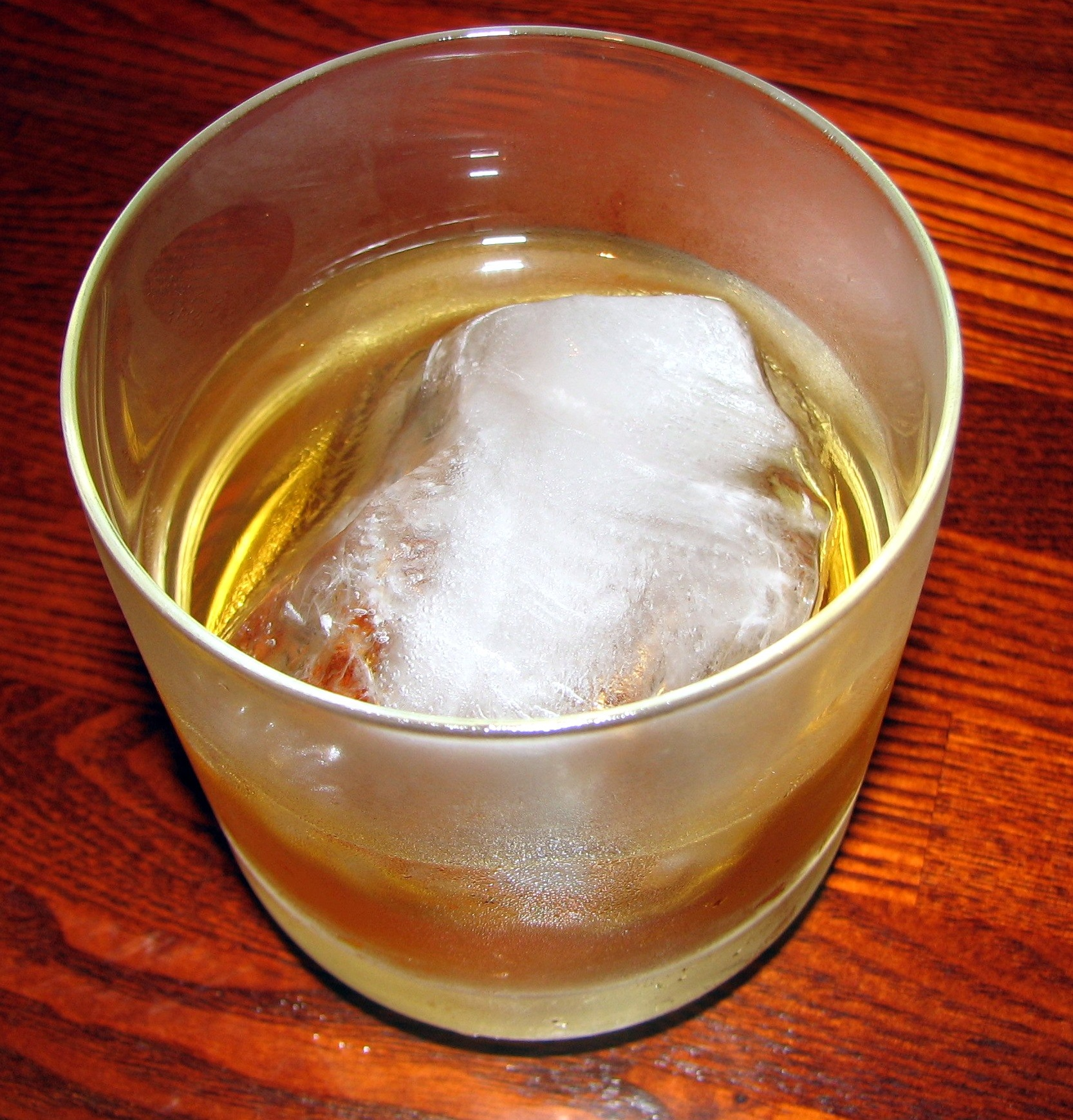
Umeshu met ijs.

Umeshu (Japans: 梅酒) is een Japanse zoetzure likeur gemaakt met de ingeweekte groene onrijpe vruchten van de Japanse abrikoos, ook wel ume genoemd, deze zijn geweekt in Shōchū, brandewijn of sake. Umeshu gemaakt met enkel de onrijpe vruchten, suiker en pure ethanol wordt Honkaku Umeshu genoemd. Umeshu is in het Nederlands taalgebied vooral bekend als Japanse pruimenwijn. De vruchten waarvan de drank wordt gemaakt zijn abrikozen worden vaak verward met een type pruim, de drank wordt daarom vaak pruimenwijn genoemd. Veel Japanners maken zelf umeshu met ume uit eigen tuin. Commerciële umeshu wordt niet altijd geproduceerd met de onrijpe vruchten, soms wordt de smaak benaderd met smaak- en geurstoffen. Bekende fabrikanten van umeshu zijn: Choya, Takara Shuzo, en Matsuyuki.

## Varianten
- Umeshu on the rocks - ijs toegevoegd
- Umeshu Sour - sour toegevoegd
- Umeshu tonic - tonic toegevoegd
- Umeshu soda - spuitwater toegevoegd

## Naam
Het woord umeshu is de romaji-transliteratie van de kanji 梅酒). Het is een samenstelling van de zelfstandige naamwoorden 梅 [ume] "pruim" in de kun-lezing en 酒 [shu] "alcohol" in de on-lezing.